# Floods of tears/夜想花
「Floods of tears／夜想花」(フラッズ・オブ・ティアーズ／やそうか) は、日本のロックバンド、L'Arc〜en〜Cielのインディーズシングル。1992年11月25日発売。発売元はNight Gallery Records。

## 概要
映像作品『L'Arc-en-Ciel』以来約8ヶ月ぶりとなるL'Arc〜en〜Cielの公式作品で、バンド名義でCD作品をリリースするのは本作が初となった。また、本作はL'Arc〜en〜Cielがインディーズ期にリリースした唯一のシングル作品で、L'Arc〜en〜Cielにkenが正式加入してから発表した初の作品かつperoが在籍していたころのL'Arc〜en〜Cielが発表した最後の作品となっている。
本作の表題曲「Floods of tears」は、美しく絶妙なアルペジオと切ないメロディラインが印象的な楽曲に仕上げられている。この曲は、1993年4月に発表した1stアルバム『DUNE』にリアレンジ・リテイクバージョンが収録されている。アルバムバージョンの音源では、後藤新吾がディレクターを務めたミュージック・ビデオが製作されている。この映像は1993年10月21日に発表したクリップ集『TOUCH OF DUNE』に収録されている。ちなみにこのクリップ集は、10,000本限定販売でリリースされ、わずか1ヶ月で完売しているうえ、現在に至るまでBlu-ray Disc及びDVDで再販されておらず、他のメディアでも長らく配信されていなかった。ただ、2023年5月30日に『DUNE』の発売から30年を記念し制作されたリマスタリングアルバム『DUNE (Remastered 2023)』がリリースされたことに伴い、公式YouTubeアーティストチャンネルにおいて「Dune」「As if in a dream」の2曲と合わせ、この曲のミュージック・ビデオも無料公開されている。
もう一つの表題曲である「夜想花」は、心地よいアルペジオのループとサウンドエフェクト的なギターアプローチが印象的なダークなナンバーとなっている。（詳細は収録曲の項目を参照）
ちなみにkenは、両表題曲のレコーディングにおいて、クレジットに表記されていないが、ギターの他にキーボードも担当している。キーボードを弾くことになった経緯について、kenは「キーボードも入れようって話になったんですけど、"誰が入れんのかな？"って思ってたら、何か流れが自然と俺の方にきた」と後年に受けたインタビューで語っている。

## リリース

### リリースの経緯
本作はL'Arc〜en〜Cielとして記念すべき初のCDシングルとなっているが、必ずしもバンドの意向で発表された作品とはいえない背景が存在する。この当時L'Arc〜en〜Cielはインディーズレーベル、Night Gallery Recordsと契約し、アルバムレコーディングを進めていた。ただ、メンバーは完成したアルバムの出来栄えに納得ができなかったため、アルバムの発売を中止してほしいとレーベルに相談したという。しかし、Night Gallery Records側から「メンバーの意向に関わらず、所有している原盤権を行使しアルバムをリリースする」「発売を中止する場合、L'Arc〜en〜Cielがレコーディングに費やした制作費を全額支払うように」と回答があり、協議が難航してしまう。バンドがこのような状況下にあったため、レコーディングにかかった費用の一部を補填するという目的で、アルバムレコーディングで制作した「Floods of tears」と「夜想花」のシングル化が半ば強制的に決定されたという経緯がある。
なお、バンドのリーダーを務めるtetsuyaはNight Gallery Recordsとの協議が難航していた頃、L'Arc〜en〜Cielに興味を持っていたDanger Crue Recordsの代表の大石征裕との接触を図っていたという。そして、この問題をtetsuyaから聞いた大石は、知り合いでもあったNight Gallery Recordsの社長、森田文章（DENDO MARIONETTE）と交渉することにした。大石と森田の交渉の結果、「レコーディングにかかった経費をDanger Crue Recordsが負担することで、原盤権をDanger Crue Recordsに譲渡する」ことが決まった。原盤権を手にした大石はL'Arc〜en〜Cielの意を汲み、シングル化が決まり事前予約も終わっていた2曲を除き、アルバムの音源をすべて廃棄することにしている。そして本作発売の後、L'Arc〜en〜CielはDanger Crue Recordsと契約し、1stアルバム『DUNE』の制作に取り掛かることとなる。
ちなみにDanger Crue Recordsは、発売中止にしたアルバムの原盤権の他に、1992年10月発売のオムニバスアルバム『Gimmick』に収録された「VOICE」、そして本作の原盤と出版の権利も後に取得している。大石は2020年に発表した自身の著書で、L'Arc〜en〜Cielとの出会いを振り返り、「ラルクとの関係は、揉めていた問題をクリアにすることから始まった」と綴っている。
余談だがtetsuyaは、自身がリスペクトしているロックバンド、DEAD ENDが2005年に発表したベストアルバム『∞ (infinity)』にライナーノーツを寄稿している。このライナーノーツにおいて、tetsuyaは「かつてDEAD ENDが所属していたナイトギャラリーから、シングルをリリースできたことが嬉しかった」とコメントを綴っている。このコメントから、tetsuyaが本作の発売自体を否定的には捉えていないことがうかがえる。また、tetsuyaは2022年に、自身がパーソナリティを務める番組にて、Night Gallery Recordsとの関係が上手くいかなかった理由を「同じ価値観、同じ理念を共有していない人とは、会話が成り立たないじゃないですか。共通言語がないから。それだけのことですね」と述べている。また、本作発売の経緯を振り返り、tetsuyaは「まあ、どうしてもビジネスなんで、レコーディングするのにはお金かかりますから。お金かけて作ったものを発売して回収しないといけないわけですから。かけた分を回収できないとなるとねぇ、お金出した人からすると、何とか回収したいと思うじゃないですか。だから僕たちが"それは不本意なんで出したくない"って言っても、"いやいや、じゃあお金払ってよ"って話にもなりますし。それだけのことですね。だから、そんな（レコード会社側が）"悪意をもって騙してやろう"っていうことではなかった」と同番組で語っている。

### リリース形態
本作は、通常盤（CD）の1形態でリリースされている。なお、本作は1,000枚の数量限定で発売されており、事前予約分だけで完売を記録している。

## 収録曲
1. Floods of tears
  - 作詞: hyde / 作曲: tetsu / 編曲: L'Arc〜en〜Ciel

美しく絶妙なアルペジオと切ないメロディラインが印象的な楽曲。この曲の制作について、後年に作曲者のtetsuyaは「この曲はギターのアルペジオをすごい頑張って考えてたな。ベースラインなんて覚えてないですけど（笑）、ギターのフレーズばっかり。Aメロとかのアルペジオとかは我ながらすごい良いのが出来たなと今でも思っています[7]」と述懐している。ちなみにkenは、2018年に自身のSNSアカウントで、リスナーから「tetsuyaが作ったL'Arc〜en〜Cielの楽曲の中で好きな曲はなにか」と聞かれた際に、この曲をあげている[8]。
歌詞は、hydeが雨が降っている情景を思い描きながら綴っている[9]。そのため、歌詞には＜瓦礫の中たたずむ者は 誰もが黙って空を見上げている 哀しい色の雲が雨の訪れを伝え やがて私に降りそそぐ＞や、＜信じている気持ちが雨に流されそうで 思い出に身を移す 子供たちは気にも止めず雨を従えて 恐れず明日を夢見ている＞といった、雨の中に佇んでいる情景を想起させるフレーズが登場している。なお、作曲者のtetsuyaは、歌詞が乗る前のこの曲に対し「風が吹いてて枯葉が舞っているイメージ」を抱いていたという[9]。
1993年4月に発表した1stアルバム『DUNE』にはリアレンジ・リテイクバージョンでこの曲を収録している。本作発売から約1ヶ月後の1992年12月30日にドラマーのperoが脱退し、1993年1月16日にsakuraが新たにドラマーとして参加したため、このアルバムバージョンは完全なリテイク音源となっている。また、本作に収録されたバージョンではオルゴールの音をイントロで鳴らしていたが、アルバムバージョンではオルゴールの音がアウトロに配置されている[10]。『DUNE』発売当時のインタビューにおいて、sakuraはこの曲の印象について「この曲、ムズカしいんですよ。今まで自分の中でなかったものだから、どうやって叩いていいのかわからなかった[10]」と語っている。また、リアレンジ・リテイクバージョンのドラム録りを振り返り、sakuraは「とりあえず、1音1音ていねいに…。でも、サビの部分は音符の洪水って言われた（笑）[10]」と語っている。
なお、この曲は、1996年から1997年にかけて開催したコンサートツアー「CONCERT TOUR '96〜'97 Carnival of True」の後、長きにわたりライヴで演奏されていなかったが、2011年に開催したバンド結成20周年を記念したライヴ「20th L'Anniversary LIVE」で約14年ぶりに演奏されている。ちなみにこのライヴでは、本作に収録されたバージョンと同様に、イントロでオルゴールの音が流されている。
余談だが、この曲はアルバム『DUNE』に収録された「Voice」と同様に、”L'Arc〜en〜Cielに在籍したドラマー全員が演奏し、それぞれのプレイが公式に音源化されている楽曲”となっている。本作に収録されたバージョンは初代ドラマーであるperoが演奏しており、アルバム『DUNE』に収録されたアルバムバージョンは前述の通り2代目ドラマーであるsakuraが演奏している。さらに、バンド結成20周年を記念し2011年に開催したライヴの音源を収めたボックスセット『L'Aive Blu-ray BOX -Limited Edition-』には、3代目ドラマーのyukihiroが演奏した音源が収録されている。
2. 夜想花
  - 作詞: hyde / 作曲: ken / 編曲: L'Arc〜en〜Ciel

心地よいアルペジオのループとサウンドエフェクト的なギターアプローチが印象的な、音数の少ないダークなナンバー。作曲者のken曰く、この曲はL'Arc〜en〜Cielに加入する前に趣味の一環で制作していた楽曲で、hydeが歌メロをつけたことにより音源化されることとなったという。
この曲のギター録りでは、アルペジオのループの他、サウンドエフェクトのような音色を終始弾いている[11]。このサウンドエフェクト的な音は、ボトル・ネック奏法にディレイをかけてプレイすることで鳴らしている[11]。余談だが、ken曰く、1995年に発表した3rdアルバム『heavenly』に収録された楽曲「静かの海で」のイントロ部分のギターは、この曲と似たアプローチでサウンドメイクをしたという[11]。
また、この曲は1993年に開催したライヴツアー「Close by DUNE」などで披露されている。このライヴツアーでは、曲の後半で激しいバンドサウンドが展開されるアレンジバージョンで演奏されていた。

## 参加ミュージシャン
- hyde：Vocal
- ken：Guitar
- tetsu：Bass
- pero：Drums

## 収録アルバム
オリジナルアルバム
- 『DUNE』 (#1,アルバムバージョン)
- 『DUNE 10th Anniversary Edition』 (#1,アルバムバージョン、#1、#2)

ベストアルバム
- 『TWENITY 1991-1996』 (#1,アルバムバージョン)